# Мур, Пол (епископ)
По́л Му́р, мла́дший (англ. Paul Moore Jr.; 15 ноября 1919, Морристаун, штат Нью-Джерси, США — 1 мая 2003, Нью-Йорк, штат Нью-Йорк, США) — епископ Епископальной церкви в США, в 1964—1969 годах суффраган епархии Вашингтона, в 1969—1972 годах коадъютор епархии Нью-Йорка, в 1972—1989 годах епископ этой же епархии. Ветеран Второй мировой войны. Лауреат Премии четырёх свобод (1991) в номинации «За свободу совести».

## Биография
Родился 15 ноября 1919 года в Морристауне, штат Нью-Джерси. Принадлежал к одной из самых влиятельных и богатых семей в США. Как вспоминал сам Мур, в детстве он ничего не знал о существовании бедности, пока однажды из семейного автомобиля не увидел очередь за хлебом во время Великой депрессии. Окончив школу Святого Павла в Конкорде, в штате Нью-Гэмпшир, поступил в Йельский университет. В университете был членом студенческого общества «Волчья голова», главой бойскаутов и президентом епископальной студенческой группы — Ассоциация Беркли. В 1960—1990-х годах был сотрудником Йельской корпорации.
В 1941 году поступил на службу в корпус морской пехоты армии США. Во время Второй мировой войны в звании капитана участвовал в битве за Гуадалканал и был серьёзно ранен; пуля чудом не задела сердце. За проявленную храбрость в бою имел награды: Военно-морской крест, Серебряную звезду и Пурпурное сердце. В 1945 году был демобилизован и поступил в Главную теологическую семинарию Епископальной церкви в Нью-Йорке. По окончании обучения в 1949 году был рукоположен в сан священника и назначен настоятелем церкви в бедняцком районе города Джерси-Сити. Здесь он прослужил до 1957 года. Мур возродил приход. Он занимал активную гражданскую позицию, поддержав местных жителей в борьбе за достойные жилищные условия и против расовой дискриминации. В 1957 году его назначили деканом собора Христа в Индианаполисе, где он служил до 1964 года, когда был избран викарным епископом Вашингтона.
Став епископом, Мур, как и прежде, сочетал служение церкви с деятельностью гражданского активиста и стал широко известен в стране, как защитник гражданских прав и противник войны во Вьетнаме. Так, Мур пикетировал Белый дом, читал лекции вице-президенту Хьюберту Хамфри о важности защиты демонстрантов за гражданские права в южных штатах и организовал рок-фестиваль в стенах Вашингтонского национального собора. Он был лично знаком с Мартином Лютером Кингом-младшим, вместе с котором участвовал в маршах против расовой дискриминации. 
В 1970 году был избран викарным епископом Нью-Йорка, в 1972 году — епископом Нью-Йоркской епархии Епископальной церкви. Вскоре после этого, Мур назначил священника Джеймса Паркса Мортона деканом собора Святого Иоанна Богослова, вместе с которым начал работу во возрождению приходской жизни в епархии. Епископ был сторонником межконфессионального и межкультурного диалога. Так, в Морнингсайд-Хайтс им был открыт кампус для представителей разных культур и религий. При нём с кафедры собора с речью к прихожанам обращались представители других конфессий, среди которых были Далай-лама XIV, Джесси Джексон, Маршалл Теодор Мейер. Собор стал приютом для бездомных и странников, в его стенах выступали литургические танцевальные труппы и цирковые артисты, а в саду при храме обитали павлины. В 1982 году Мур начал работы по окончанию строительства собора, но из-за отсутствия достаточного финансирования, проект остался не завершённым. Сам епископ называл свой собор «средневековым собором Нью-Йорка». Мур стал первым епископом Епископальной церкви, который рукоположил в сан священника открытую гомосексуалку Эллен Барретт. На возражения противников своего решения он говорил, что многие священники церкви были гомосексуалами, но немногие имели смелость признаться в этом. Его либеральные политические взгляды сочетались с жёстким традиционализмом, когда дело касалось литургии и церковного вероучения. Им были изданы три книги: «Церковь возвращает город» (1965), «Возьми такого же епископа, как я» (1979) и «Присутствие. Жизнь епископа в городе» (1997).

### Личная жизнь
В 1944 году Пол Мур сочетался браком с Дженни Маккин, представительницей старой бостонской семьи; свекровью Мура была известная художница Маргарет Сарджент-Маккин. В этом браке у супругов родились девять детей, а после и девятнадцать внуков. Об их совместной жизни в трущобах Джерси-Сити, в самом начале церковного служения Мура, его жена написала книгу под названием «Люди на Второй улице», которая была издана в 1968 году. Ныне приходской дом, в котором они жили, носит имя дома епископа Пола Мура.
Дженни Маккин-Мур скончалась в 1973 году. Через полтора года Мур снова сочетался браком с Брендой Хьюз-Игл, бездетной вдовой, которая на двадцать два года была моложе его. В 1990 году вторая супруга обнаружила, что Мур изменял ей с мужчинами, о чём немедленно рассказала его детям. По просьбе епископа все в семье хранили его секрет. Бренда Хьюз-Игл-Мур скончалась от последствий алкоголизма в 1999 году. В 2008 году о бисексуальности отца написала его старшая дочь, Хонор Мур, по словам которой Мур имел отношения с мужчинами. В его завещании был упомянут мужчина — единственный человек, неизвестный членам семьи. Оказалось, что с этим человеком епископ состоял в многолетних отношениях. В 2018 году Эндрю Диш, епископ Нью-Йорка опубликовал пастырское послание, в котором обвинил Мура в сексуальных домогательствах и преследовании священников, семинаристов и мирян.